# Комісія Юнкера
Комісія Юнкера — європейська комісія, сформована після європейських виборів 22—25 травня 2014 року. Вона змінила другу комісію Баррозу і діяла під головуванням Жана-Клода Юнкера з 1 листопада 2014 по 30 листопада 2019 року, коли її змінила комісія фон дер Ляєн. 

## Формування
27 червня 2014 року 26 з 28 учасників зустрічі на вищому рівні лідерів Євросоюзу підтримали кандидатуру Жана-Клода Юнкера на посаду голови нової комісії, всупереч позиції Девіда Кемерона.
15 липня 2014 року Європейський парламент таємним голосуванням, більшістю в 422 голоси «за», «проти» 250 та 47 «утрималися» затвердив призначення Юнкера.
У відповідності з юридичними процедурами Євросоюзу, новопризначений голова Комісії повинен сформувати її персональний склад, ґрунтуючись на пропозиціях держав-членів, але на цьому етапі Юнкер зустрів певні складності. Прем'єр-міністр Італії Маттео Ренці запропонував на посаду верховного представника Євросоюзу із закордонних справ і політики безпеки кандидатуру міністра закордонних справ Італії Федеріку Могеріні, але різку незгоду з цим призначенням висловили представники низки країн Східної Європи (насамперед Польщі, Естонії та Латвії), які, за повідомленнями преси, визнали її налаштованою дуже прихильно до Росії. В ході зустрічі голів держав і урядів Євросоюзу 16 липня 2014 року ці протиріччя подолати не вдалося, і рішення про формування нової Єврокомісії було перенесено на наступну зустріч. 30 серпня 2014 року в Брюсселі лідери країн Євросоюзу змогли узгодити склад комісії Юнкера.
22 жовтня 2014 року Європейський парламент остаточно затвердив персональний склад комісії більшістю в 423 голоси проти 209, до цього часу всі нові єврокомісари пройшли через індивідуальні парламентські слухання. Праві євроскептики, в тому числі Партія незалежності Сполученого Королівства, «зелені» і радикальні ліві залишилися в опозиції, але основні політичні блоки Європарламенту підтримали команду Юнкера. Він представляє Європейську народну партію, що перемогла на травневих виборах. Вперше запроваджено посаду першого заступника голови Комісії, яку посів ветеран європейської політики, голландець Франс Тиммерманс: однією з основних його завдань має стати розвиток принципу субсидіарності на тлі вимог Сполученого Королівства та інших членів Євросоюзу передати більше повноважень на національний рівень.

## Склад
| Комісар              | Фото | Сфера відповідальності                                                                                              | Держава         | Європейська партія | Національна партія |  |
| -------------------- | --- | --- | --------------- | ------------------ | ------------------ |  |
| Жан-Клод Юнкер       | | Президент Європейської комісії                                                                                      | Люксембург      | ЕНП                | ХСНП               |  |
| Франс Тіммерманс     | | Перший віце-президент Європейської комісії                                                                          | Нідерланди      | ПЕС                | ПТ                 |  |
| Франс Тіммерманс     | Європейський комісар з питань юстиції, фундаментальних прав та громадянства поліпшення регулювання, міжвідомчі відносини. | | Нідерланди      | ПЕС                | ПТ                 |  |
| Федерика Могерінін   | | Віце-президент Європейської комісії                                                                                 | Італія          | ПЕС                | ДП                 |  |
| Федерика Могерінін   | Верховний представник Європейського Союзу з питань закордонних справ і політики безпеки                                   | | Італія          | ПЕС                | ДП                 |  |
| Крісталіна Георгієва | | Віце-президент Європейської комісії                                                                                 | Болгарія        | ЕНП                | ГЕРБ               |  |
| Крісталіна Георгієва | Фінансове планування й бюджет (Budget and Human Resources)                                                                | | Болгарія        | ЕНП                | ГЕРБ               |  |
| Марош Шефчович       | | Віце-президент Європейської комісії                                                                                 | Словаччина      | ПЕС                | КСД                |  |
| Марош Шефчович       | Енергія | | Словаччина      | ПЕС                | КСД                |  |
| Юркі Катайнен        | | Віце-президент Європейської комісії                                                                                 | Фінляндія       | ЕНП                | НК                 |  |
| Юркі Катайнен        | Промисловість і підприємництво                                                                                            | | Фінляндія       | ЕНП                | НК                 |  |
| Валдіс Домбровскіс   | | Віце-президент Європейської комісії                                                                                 | Латвія          | ЕНП                | Єдність            |  |
| Валдіс Домбровскіс   | Економіка, валюта і євро (Euro and Social Dialogue) з 16 липня 2016 р.                                                    | | Латвія          | ЕНП                | Єдність            |  |
| Андрус Ансип         | | Віце-президент Європейської комісії                                                                                 | Естонія         | АЛДЄ               | ПР                 |  |
| Андрус Ансип         | Єдиний цифровий ринок | | Естонія         | АЛДЄ               | ПР                 |  |
| Вера Йоурова         | | Юстиція, Охорона здоров'я та споживча політика (Justice, Health and Consumer Policy)                                | Чехія           | АЛДЄ               | ANO 2011           |  |
| Гюнтер Етінгер       | | Цифрова економіка та суспільство                                                                                    | Німеччина       | ЕНП                | ХДС                |  |
| П'єр Московісі       | | Фінансовий аудит (Economic and Financial Affairs, Європейський комісар з економіки)                                 | Франція         | ПЕС                | СП                 |  |
| Маріанна Тіссен      | | Зайнятість та соціальна політика (Employment, Social Affairs, Skills and Labour Mobility)                           | Бельгія         | ЕНП                | ХДФ                |  |
| Коріна Крецу         | | Регіональна політика (Regional Policy)                                                                              | Румунія         | ПЕС                | СДП                |  |
| Йоганнес Ган         | | Розширення Євросоюзу і відносини з сусідами (European Neighbourhood Policy and Enlargement Negotiations)            | Австрія         | ЕНП                | АНП                |  |
| Дімітріс Аврамопулос | | Міграція і внутрішні справи; Юстиція, фундаментальні права і громадянство (Migration, Home Affairs and Citizenship) | Греція          | ЕНП                | НД                 |  |
| Витяніс Андрюкайтіс  | | Охорона здоров'я та споживча політика (Health and Food Safety)                                                      | Литва           | ПЕС                | СДПЛ               |  |
| Джонатан Гілл        | | Фінансові послуги (Financial Stability, Financial Services and Capital Markets Union) до 15 липня 2016 р.           | Велика Британія | АЕКР               | КП                 |  |
| Джуліан Кінг         | | Безпека Союзу (Security Union) Затверджений 15 вересня 2016 р.                                                      | Велика Британія | без фракції        | безпартійний       |  |
| Ельжбета Беньковська | | Внутрішній ринок і послуги; Промисловість і підприємництво (Internal Market, Industry, Entrepreneurship and SMEs)   | Польща          | ЕНП                | ГП                 |  |
| Мігель Аріас Каньєте | | Клімат; Енергія (Climate Action and Energy)                                                                         | Іспанія         | ЕНП                | НП                 |  |
| Невен Міміца         | | Міжнародне співробітництво та розвиток (International Cooperation and Development)                                  | Хорватія        | ПЕС                | СДП                |  |
| Маргрете Вестагер    | | Конкуренція | Данія           | АЛДЄ               | РВ                 |  |
| Віолета Булк         | | Транспорт (Transport)                                                                                               | Словенія        | АЛДЄ               | ПМЦ                |  |
| Сісілія Мальмстрьом  | | Торгівля (Trade) | Швеція          | АЛДЄ               | НПЛ                |  |
| Кармену Велья        | | Довкілля; Рибальство Environment, Maritime Affairs and Fisheries                                                    | Мальта          | ПЕС                | ЛП                 |  |
| Тібор Наврачич       | | Освіта, культура, молодість і спорт (Education, Culture, Youth and Sport)                                           | Угорщина        | ЕНП                | ФВГС               |  |
| Карлуш Моедаш        | | Дослідження, наука та інновації (Research, Science and Innovation)                                                  | Португалія      | ЕНП                | СДП                |  |
| Філ Гоган            | | Сільське господарство (Agriculture and Rural Development)                                                           | Ірландія        | ЕНП                | ФГ                 |  |
| Христос Стіліанідес  | | Міжнародне співробітництво, гуманітарна допомога та антикризові заходи (Humanitarian Aid and Crisis Management)     | Кіпр            | ЕНП                | ДО                 |  |

## Історія

### 2014 рік
26 листопада 2014 року Жан-Клод Юнкер представив п'ятирічний інвестиційний план Євросоюзу в обсязі 315 млрд євро. В основі проекту лежить вкладення 21 млрд євро як стартового капіталу з метою залучити приватні інвестиції, які повинні становити більшу частину всієї заявленої суми.

### 2015 рік
2 квітня 2015 року на прес-конференції Федеріка Могеріні зробила офіційну заяву від імені Євросоюзу про підписання угоди між групою шести країн та Іраном про основні параметри обмеження ядерної програми Ірану.
18 травня 2015 року Федеріка Могеріні оголосила про прийняття Радою Європейського Союзу в складі міністрів оборони і закордонних справ рішення про початок європейської військової операції Eunavfor Med проти організаторів нелегального трафіку іммігрантів до Європи через Середземне море з Лівії. Штаб-квартира операції повинна бути розміщена в Римі, командувачем призначений адмірал Кредендино. На першому етапі метою операції є патрулювання силами флоту і авіації узбережжя Лівії з метою порятунку біженців, а у разі прийняття відповідної резолюції Ради безпеки ООН і рішення Європейської ради 25—26 червня 2015 року, повинні початися дії по конфіскацію суден та захопленню організаторів перевезення. Можливість проведення наземної операції на території Лівії Могеріні виключила.
29 червня 2015 року Жан-Клод Юнкер у ході своєї прес-конференції закликав греків проголосувати на майбутньому референдумі 5 липня за запропонований Євросоюзом план фінансового оздоровлення країни, оскільки грецький уряд бреше їм, і негативне голосування буде означати вихід Греції з єврозони.
14 липня 2015 року на спільній прес-конференції Федеріки Могеріні і міністра закордонних справ Ірану Мохаммада Заріфа у Відні оголошено про укладення іранської угоди за підсумками переговорів про обмеження іранської ядерної програми, що тривали з 2006 року.
29 листопада 2015 року лідери Євросоюзу підписали з Туреччиною угоду про шляхи розв'язання Європейської міграційної кризи. Згідно з угодою Туреччина повинна отримати фінансову допомогу в обсязі 3 млрд євро для облаштування біженців з країн Близького Сходу на її території, а до жовтня 2016 року можливе встановлення безвізового режиму поїздок громадян Туреччини в держави Шенгенської зони в разі, якщо буде виконано ряд умов. Жан-Клод Юнкер зазначив з цього приводу, що угода не скасовує вимог Європи до поліпшення ситуації з правами людини і свободою преси в Туреччині.

### 2016 рік
16 січня 2016 року глава європейської дипломатії Федеріка Могеріні і міністр закордонних справ Ірану Мохаммад Джавад Заріф оголосили на спільній прес-конференції у Відні про початок виконання угоди щодо ядерної програми Ірану і зняття з нього усіх міжнародних і односторонніх фінансових і економічних санкцій.
7 березня 2016 року на саміті Євросоюзу в Брюсселі укладено нову угоду з Туреччиною, згідно з якою та погодилася приймати назад нелегальних мігрантів в обмін на додаткову фінансову допомогу, встановлення в найближчому майбутньому безвізового режиму поїздок між Туреччиною і Євросоюзом та інтенсифікацію переговорів про вступ Туреччини до Євросоюзу.
4 травня 2016 року Єврокомісія підтримала введення з липня 2016 року безвізового режиму поїздок між Туреччиною та країнами Шенгенської зони за умови виконання Туреччиною ряду умов, включаючи успішну боротьбу з корупцією, забезпечення захисту особистих даних громадян, укладення угоди з Європолом, правове співробітництво з країнами ЄС по кримінальних справах, приведення турецького законодавства з протидії терору у відповідність з європейськими стандартами. Для набрання чинності рекомендація Єврокомісії повинна бути схвалена Європарламентом і країнами — членами Євросоюзу.
23 червня 2016 року у Великій Британії відбувся референдум з питання виходу країни з Євросоюзу, і 52 % виборців проголосували за вихід.
16 липня 2016 року Валдіс Домбровскіс офіційно вступив на посаду єврокомісара з фінансів, що звільнилася після відставки Джонатана Хілла внаслідок виходу британського референдуму.
15 вересня 2016 року Європарламент більшістю у 394 голоси проти 161 затвердив на новій посаді єврокомісара з безпеки Союзу представника Великої Британії Джуліана Кінга.